# 福爾默河
51°23′33″N 7°26′27″E / 51.39250°N 7.44083°E

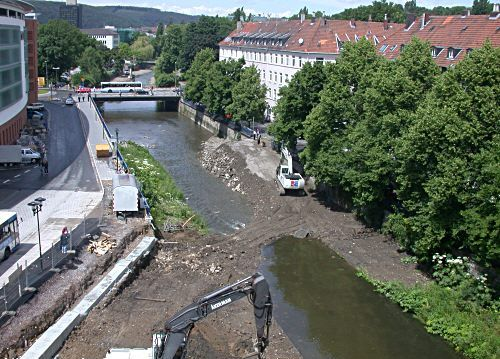

福爾默河（德語：Volme）是德國的河流，位於北莱茵-威斯特法伦州，屬於魯爾河的左支流，河道全長50公里，流域面積427.8平方公里，發源自迈讷茨哈根。